# یدالله توتونچی افشار
یدالله توتونچی افشار سیاست‌مدار ایرانی بود، که در دوره بیست و چهارم مجلس شورای ملی بعنوان نماینده ارومیه از استان آذربایجان غربی در مجلس شورای ملی حضور داشت.